# Anobothrus
Anobothrus – rodzaj wieloszczetów z rzędu Terebellida i rodziny Ampharetidae.

## Morfologia
Wieloszczety te mają prostomium zbudowane podobnie jak u rodzaju Ampharete, pozbawione listewek gruczołowych i o wyodrębnionym za pomocą wcięcia płacie środkowym. Czułki okołogebowe mogą być gładkie lub zaopatrzone w papilla. Segmenty ciała drugi i trzeci są ze sobą zlane, tworząc segment 2+3, zaopatrzony w trzy lub cztery pary skrzeli kształtem przypominających cirrusy. Segment drugi, trzeci lub oba mogą nosić notochety; na segmencie drugim mogą być silnie powiększone, a na trzecim – zredukowane. Za skrzelami leżą duże papilla nefrydialne. Parapodia tułowia maja notopodia pozbawione są cirrusów, a na odwłoku brak jest nawet szczątkowych notopodiów. Jedenaście lub dwanaście segmentów tułowia ma szczecinki neuropodialne zmodyfikowane w ząbkowane płytki (uncini); jeden z tych segmentów (uncinigerów) może być otoczony gruczołową przepaską, a począwszy od czwartego, piątego lub szóstego uncinigery mają jedną lub więcej spośród następujących modyfikacji: wyniesionych notopodiów, listewek gruczołowych między notopodiami, przekształconych notochet. Dwa początkowe uncinigery odwłoka mają neuropodia przekształcone tak jak uncinigery tułowiowe i określane są jako segmenty pośrednie.

## Taksonomia
Rodzaj ten wprowadzony został w 1884 roku przez Georga M.R. Levinsena. Obejmuje 24 opisane gatunki:

- Anobothrus amourouxi Bonifácio, Lavesque, Bachelet & Parapar, 2015
- Anobothrus antarctica Monro, 1939
- Anobothrus apaleatus Reuscher, Fiege & Wehe, 2009
- Anobothrus bimaculatus Fauchald, 1972
- Anobothrus dayi Imajima, Reuscher & Fiege, 2013
- Anobothrus fimbriatus Imajima, Reuscher & Fiege, 2013
- Anobothrus flabelligerulus Imajima, Reuscher & Fiege, 2013
- Anobothrus glandularis (Hartmann-Schröder, 1965)
- Anobothrus gracilis (Malmgren, 1866)
- Anobothrus laubieri (Desbruyères, 1978)
- Anobothrus mancus Fauchald, 1972
- Anobothrus mironovi Jirkov, 2009
- Anobothrus nasuta (Ehlers, 1887)
- Anobothrus paleaodiscus Schüller & Jirkov, 2013
- Anobothrus paleatus Hilbig, 2000
- Anobothrus patagonicus (Kinberg, 1866)
- Anobothrus patersoni Jirkov, 2009
- Anobothrus pseudoampharete Schüller, 2008
- Anobothrus rubropaleatus Schüller & Jirkov, 2013
- Anobothrus wilhelmi Schüller & Jirkov, 2013